# Pierre Labat (scout)
Pour les articles homonymes, voir Pierre Labat.
Pierre Labat, né à Tarbes le 31 mai 1926 et mort en plongée près de Toulon le 16 août 1955, est un écrivain français, figure du scoutisme d'après-guerre en France, et également plongeur.

## Biographie

### Deuxième Guerre Mondiale
Il est fils de Paul Labat, officier supérieur, et de Gabrielle Durand, qu’il perdit très jeune.
Il intègre le Corps franc Pommiès puis la 1re Armée du général de Lattre de Tassigny. En 1944, ils sont intégrés à la 3e division d'infanterie algérienne (DIA). Durant cette période, Pierre Labat est observateur d'une section de mortier. Il participe à la campagne des Vosges, d'Alsace, le franchissement du Rhin et la marche sur Stuttgart. Pour ses actes de bravoure, il reçoit la croix de guerre.

### Scoutisme
Il est chef de troupe de la 3e et de la 1re Tarbes des Scouts de France dès son retour en France en septembre 1948. Il est l'un des premiers chefs à engager ses scouts vers la pédagogie des raiders proposée par Michel Menu. Il sert le mouvement des Scouts de France pendant environ dix ans. Romancier scout publié dans la collection Signe de piste, il est l'auteur de quatre livres sur les raiders, notamment Deux rubans noirs. Ses livres expriment ce qui a pu être décrit comme une « mystique du surhomme ». Il échangeait souvent des idées avec Georges Ferney et Serge Dalens. Il inspire un de ses anciens scouts et auteur du Signe de piste, Pierre-André Bernard,.
Il fonda également un ordre de chevalerie dont l'histoire servira de trame à son roman Le Manteau Blanc.
Un groupe Scouts de France, à Tarbes ainsi qu'une troupe en Allemagne portent encore aujourd'hui son nom.

### Plongée sous-marine
Quartier-maître de 2e classe, il rejoint la Marine nationale à compter du 19 mars 1953 et est admis à suivre le cours de nageur de combat début 1955 (breveté NC no 91 le 9 mai 1955). Lors de ses périodes militaires avec le Commando Hubert, il participe à l'élaboration des mines à ventouse, premières charges nageurs de combat destinées à être posées sur une partie sensible de la coque d'un bateau cible. Il s'intéresse également à la mise au point, bien avant l'Oxygers, d'un appareil respiratoire à oxygène pur et à circuit fermé.
Proche du Commandant Cousteau, il participera à ses recherches et ses célèbres plongées sous marine du Grand Cougloué en 1953 à bord de la Calypso. Il plonge à cette occasion avec  André Galerne. Avec ses amis résistants, il fait partie des fondateurs d'une coopérative spécialisée dans les travaux sous-marin la "SGTMF". Cette coopérative va devenir plus tard la SOGETRAM (première société française de travaux sous-marin professionnelle) en 1952.
En alliant ses deux passions, il fonde le premier groupe de plongée sous-marine des Scouts de France, et crée pour sa troupe des objets de création artisanale pour l'exploration des fonds marins. Il produit par exemple des scaphandres à partir de pompes à vélo ou des radeaux à partir de chambres à air de camion.
Lors de ses publications dans la revue Le Chef, il met en place les règles de sécurité pour le scoutisme sous-marin[réf. nécessaire].
Il meurt en plongée près de Toulon le 16 août 1955 lors d'une exploration de l'épave de l'Arroyo aux rochers des Deux Frères, près de la rade de Toulon. Une plaque commémorative y est, depuis, apposée.

## Publications
Romans :
- Conrad, Signe de piste, no 34 (1949[19]).
- Le Manteau Blanc, Signe de Piste no 40 (1950[20]).
- Deux rubans noirs, Signe de Piste no 44 (1951), traduit en allemand par Adolf Hechelmann (de) et publié dans la collection Spur-Bucher (n° 51).
- Le merveilleux royaume, Signe de Piste no 60 (1953), porté à l'écran par Georges Ferney[21].

## Distinctions
- Croix de guerre 1939-1945 avec étoile de bronze.
- Chevalier de l'ordre équestre du Saint-Sépulcre de Jérusalem (mai 1953).